# نقد أدبي (أديان)
النقد الأدبي هو أداة للمنهج التاريخي الناقد في تفسير الكتاب المقدس. يفحص النقد الأدبي النص التوراتي فيما يتعلق بأشكاله وقوالبه ومصادره المكتوبة. 

## طريقة العرض القياسية
أمثلة النماذج المكتوبة واستخدام المصادر السابقة: 
- التناقضات اللغوية
- التناقضات الموضوعية
- تقاليد/مأثورات مزدوجة
- انقطاع في أسلوب النص

مثال على نظرية النقد الأدبي التي ما زالت مثيرة للجدل هي نظرية المصدرين للأناجيل الإزائية. إذ يفترض أن كلا من متى ولوقا استعملا كلا المصدرين بشكل مستقل عن بعضهما البعض، وهما إنجيل مرقس ومصدر مكتوب افتراضي لأقوال يسوع، مصدر Q.

## نهج جديد
من خلال مقالته «النقد الأدبي» في مجلة كتابات فصلية لاهوتية 168 168-43  قدم شفايزير H. Schweizer فهمًا دقيقًا للطريقة: 
إذ عرض تطوير لما سبق وقدمه W. Richter في عام 1971 في «التفسير كدراسات أدبية» وفي ذلك الوقت بالفعل على النقيض من «الرأي القياسي»: أصبح التأهيل «الجديد» نسبيًا بشكل متزايد. ولكن حتى في المقالات الحالية لا يزال - في حيرة - على سبيل المثال.   يعمل بشروط «الازدواجية / التكرار». على الأقل كان يمكن تجاوز ذلك منذ عام 1971. التقدم يسير بسرعة حلزون.
- المستوى الأولا: مجموعة شاملة من صعوبات القراءة (وفقًا لتصنيفات مختلفة) في نص واحد؛ المهم: على المرء السير بعناية على طول النص في اتجاه القراءة! يتطاب النص متجهة «قوة موجهة» ليصير ما هو مهم له، ولتطوير تعاقب؛ النص ليس «مقلعًا» يمكن استغلاله بشكل تعسفي في أماكن مختلفة في نفس الوقت 
  - التناقضات «الموضوعية» ليست ذات أهمية الآن، بل المعلومات غير المتناسقة لغوياً . الأسباب:
  - لا يمكننا التعامل مع معارضة «لغة مقابل شيء». «فالشيء» المفترض ينقل لغوياً كذللك.
  - المؤلف حر في تقديم المعلومات التي تتعارض مع تلك التي في النصوص الأخرى. سيكون لهذا الانحراف سبب أسلوبي - لذلك من المهم إدراكه.
  - بادئ ذي بدء، فإن تماسك حجة المعلومات المقدمة في النص الواحد أمر مهم. وهي: أن يقاس تماسك حجة نقطة القراءة المعنية بالمقدمة. لا يُسمح باستباق مقاطع لم يتم قراءتها بعد، خاصة النصوص الأخرى.
  - تظل معايير المحتوى المنفصلة، التي تأتي من مصدر مختلف تمامًا عن النص الفردي الحالي، محظورة.يُسمح للمؤلف بتطوير ما هو مهم بالنسبة له – يجب أن يفعل ذلك فقط بطريقة يمكن للمرء أن يتتبعها كقارئ. وقد تكون عمليات التفكير مُلبدة كذلك. إذ ينبغي ألا تنقطع علاقة الاتصال بسبب الاضطرابات النحوية - الأسلوبية الكثيفة جدا. النقد الأدبي هو أول من يركز على الكشف عن مثل هذه المشاكل. 
    - المعايير المسموح بها:
    - التكرار / الازدواجية: ذكر معلومة مرتين. حيث على سبيل المثال السرد لا يفهم (على الفور) سبب إجراء إعادة التسمية. يرجى ملاحظة: المصطلحان المسميان - الذي لم يتم البت فيهما بعد - غير قابلين للتبادل! لا يزال يتعين توضيح ما إذا كانت النتيجة مشروعة ومقبولة من الناحية الأسلوبية - ثم يتحدث المرء عن التكرار . أو ما إذا كان لا يزال تشويش، بحيث يتم تصنيف الاسم الجديد على أنه ازدواجية ذات صلة بالنقد الأدبي.
    - اللامبالاة بالمصطلحات: - يرتبط بوجهة النظر السابقة: فبنفس المفردات يتم إخبار شيء مرة أخرى سبق وعرفه المرء.
    - الاختلاف في المصطلحات: يشار إلى شخصية، أو شيء بمصطلحين أو تسميتين مختلفتين. حالة نموذجية في قصة يوسف: هل الأب يُطلق عليه الآن «إسرائيل» أم «يعقوب»؟
    - توتر المحتوى: يتبع المعلومات الأولية معلومات إضافية تبدو غير منسقة، أو على الأقل مزعجة سرديًا.
    - إشارة ضمائر غير واضح: يتم استخدام الضمير، ولكن هناك العديد من المرشحين له - عادة في مستهل النص.
    - مرجع غير واضح: - بدون موضوع التحام النص (النقطة السابقة): بيان يتطلب مزيدا من المعلومات لفهمه. ومع ذلك، فإن النص يقدم أشياء مختلفة تماما في البيئة المباشرة.وقد يشمل ذلك تغييراً غير معلّم للموضوع: يبدو أن الموضوع الذي تم إدخاله في الجمل السابقة مستمر - ولكن من المرجح أن يُفترض حدوث تغيير.
    - علاقة مشكوك فيها: لقد تم وصف مشهد، والآن يتم إضافة مشهد آخر قوي وبدون انتقال مقبول (على سبيل المثال، فيالانتقال بين الفصول تكوين 37/38 ؛ أو تكوين 47/48 نجد هناك محاولة أدبية - محرج ومثير للسخرية للمتابعة: الأب الذي يموت يقوى من جديد حتى يتمكن من إكمال مشهد إضافي)

- المستوى الثاني: بعد جمع صعوبات الفهم، يتم وضع علامة على الفقرات التي لا توجد بها مشاكل، وبالتالي يمكن اعتبارها متماسكة : وحدات القراءة الصغرى. ضع في اعتبارك: من الملاحظات الواردة في القسم 1، لم يتم استخلاص أي استنتاج أدبي ناقد بعد! إذ يتم تجنب الفرضيات أكثر.
- المستوى الثلث: بين وحدات القراءة الصغرى التمجاورة يتم تقييم ما يحدث بينهما - راجع المستوى الأول- من صعوبات القراءة التي قد أدرجت. في حالة حدوث مثل هذه الملاحظة فقط، يُفترض أنها مشروعة من الناحية الأسلوبية ويمكن تأويلها. مع ملاحظتين أو أكثر، يكون الاحتمال كبيرًا في وجود فاصل نفد أدبي بين وحدات القراءة الصغرى. من مثل هذا الفاصل النقدي الأدبي إلى التالي، يمكن الحصول على نص جزئي (قد يشمل عديد من وحدات القراءة الصغرى).
- المستوى الرابع: تم حتى الآن التعرف على النصوص الفرعية المجاورة التي يستبعد بعضها بعضًا. الآن السؤال: هل هناك عدم توافق بين النصوص الفرعية البعيدة؟ وكذلك مزيد من الملاحظات (من 1. المستوى) لم تؤخذ بعد في الاعتبار؟
- المستوى الخامس: من الممكن الآن - إذا سمحت حالة النص بذلك - تجميع طبقة متماسكة من النصوص الجزئية. يتم خصم العمل التحريري اللاحق من هذا.

## دليل المواقع
- نسخة مختصرة 6 - توضيح للطريقة في بداية قصة يوسف، (سفر الخروج 37)،

تتوفر اختبارات موسعة لهذه الطريقة في التحقيق في قصة يوسف في العهد القديم (سفر الخروج 37-50) من قبل السويسريين وفي الكشافة من كتاب الأرقام (المؤلف: Norbert Rabe). لمزيد من الانعكاسات التي تصل إلى التأويل، والمعلومات، والإشارة إلى الرسوم التوضيحية، بما في ذلك المراجع، يرجى الرجوع إلى: 
- «المقدمة» في النسخة الكاملة: قصة يوسف- قصة يوسف: القراءة والاستمتاع والتفكير. - اتبع الروابط الأخرى المذكورة فيها. - لاحظ أيضًا المراجع في الأدب .
- وبشكل أكثر تحديدًا في «المقدمة» : انظر الأقسام 3 ب -5 أ. في الأخير، 5 أ، تشير عبارة «ذكريات (5)» إلى المقال 
  - وال، هريبرت ، التعاطف والنص. النموذج النفسي الذاتي لمقاييس الحرارة التفاعلية: ThQ 169 (1989) 201-222.
  - النقطة المهمة هي أنه - بالطبع - للنقد الأدبي أيضًا انعكاسات تأويلية . إنهم مختلفون نوعيًا عما إذا كانوا، بعد الانتهاء من النقد الأدبي، ينتقل المرء إلى وصف النص المكشوف وتفسيره - العلاقة "نص": Exeget "يتحول. - علم النفس الذاتي يساعد على توضيح دور exegete في كلتا المرحلتين.
- في الإصدار القصير 3 من قصة يوسف ، يتم تقديم النص النهائي للكتاب المقدس لقصة يوسف وفقًا للمستوى 3 أعلاه من النقد الأدبي : ما النصوص الفرعية المجاورة التي يستبعد بعضها بعضًا؟ لم يتم استخلاص أي استنتاجات فيما يتعلق بالنصوص الفرعية التي يمكن تجميعها معًا. (ومع ذلك، يشار إليها مع الوسائل الرسومية التي النصوص الجزئية ستمثل لاحقًا الطبقة الأصلية، ولكنها مساهمات تحريرية.)
- رابي، نوربرت ، من الشائعات إلى المحكمة. النص المنقح والنقد الأدبي لقصة العميل رقم 13.14 باعتباره استخدامًا جديدًا في مجال الأبحاث. THLI 8. توبنجن 1993.

## هوامش
1. ↑  H. Schweizer: Weitere Impulse zur Literarkritik Biblische Notizen 80 (1995) 73-99